# Коматозники (фільм, 2017)
«Коматозники» (англ. Flatliners) — американський психологічний трилер 2017 року данського режисера Нільса Ардена Оплева, ремейк однойменного фільму 1990 року. Світова прем'єра відбулася 28 вересня 2017 року, в Україні — 23 листопада 2017 року.

## Сюжет
Студент-медик Кортні одержима ідеєю потойбічного життя. Бажаючи дізнатися, що ж відбувається після смерті, вона запрошує однокурсників Джеймі і Софію приєднатися до неї в експерименті, який приготувала у лікарняній палаті, що не використовується. З допомогою дефібриляції вона хоче зупинити серце на хвилину, щоб записати мозкову активність, а потім повернутися до життя. Вона запевняє їх, що їм не доведеться нести відповідальність за будь-які нещасні випадки. Софія висловлюється проти ідеї, але Джеймі погоджується. Через шістдесят секунд у них не виходить повернути Кортні до життя, але потім на допомогу приходить Рей і допомагає їм. Пізніше до їх експериментів також приєднується ще одна студентка Марло.
Після експерименту Кортні починає згадувати події давно минулих днів, як, наприклад, рецепт хліба її бабусі. Потім вона починає відчувати ейфорію, а її інтелект значно підвищується. Заздрісний Джейсі бажає повторити експеримент на собі, однак його пост-смертний досвід виявляється досить тривожним, і там він зустрічає свою колишню подругу. Після цього Кортні і Джеймі починають відвідувати видіння, але вони не говорять про це оточуючим. Потім експеримент на собі повторюють Марло і Софія, і вони отримують ті ж позитивні результати, що й Кортні.
Однак згодом життя всіх героїв перетворюється на кошмар, коли їх починають відвідувати ще сильніші видіння. Кортні переслідує її мертва сестра Тесса, яка загинула в автомобільній аварії, що трапилася з її провини. Джеймі бачить дитину своєї колишньої дівчини, яку він переконав зробити аборт. Марло переслідує людина на ім'я Сайрус, який загинув через те, що вона переплутала його ліки. Софію ж не залишає в спокої дівчина на ім'я Ірина, чиє життя вона зруйнувала через ревнощі, відправивши її оголені фотографії всім знайомим.
Рей — єдиний, на кому не проводився дослід. Він не вірить у те, що відбувається і закликає всіх медиків припинити експериментувати. Привиди тим часом стають все більш реальними. Під час чергового видіння Кортні отримує травму, а потім записує повідомлення, в якому вибачається за наслідки і каже, що її інтерес до життя після смерті був викликаний не науковим інтересом, а болем від втрати сестри. Згодом після цього її знову переслідують видіння, які підштовхують її стрибнути з даху будинку. Марло починає задихатися під час водіння і розбиває машину. Джеймі ж поки обходиться тільки раною на руці.
Марло дістає смартфон Кортні, який був знайдений неподалік від місця її загибелі. Вони разом дивляться її передсмертний запис і розуміють, що її також переслідували видіння. Герої приходять до висновку, що насправді це не паранормальні істоти, а галюцинації, викликані їхньою провиною за минулі діяння. Тоді вони вирішують виправити свої помилки.
Софія навідується до Ірини, вибачається за свій вчинок, і дівчина пробачає її. Джеймі провідує свою колишню дівчину і дізнається, що вона не зробила аборт. Пізніше Рей і Марло вступають в суперечку, коли Рей дізнається, що Марло приховала справжню причину смерті Сайруса. Тоді Марло розуміє, що вже не може виправити свою помилку, а тому вирішує знову зупинити своє серце, але вже не бажаючи повертатися до життя. Однак Рей, Софія і Джеймі вчасно рятують її. В кінці фільму Марло, Рей, Софія і Джеймі збираються разом, де святкують свою дружбу в невеликому ресторані і чують музичну композицію, яку виконувала Кортні (К. Дебюссі — Місячне сяйво).

## У ролях
- Еллен Пейдж — Кортні[4][5]
- Дієго Луна — Рей[4]
- Ніна Добрев — Марло[4]
- Джеймс Нортон — Джеймі[6]
- Кірсі Клемонс — Софія[7]
- Кіфер Сазерленд — доктор Нельсон Райт[1][2]
- Шарлотта Маккінні — медсестра
- Тайлер Гайнс — Лейн
- Бо Мірчофф — Бред
- Анна Арден Оплев — Алісія
- Корі Чейні — студент-медик
- Венді Ракель Робінсон — Місіс Джин Меннінг

## Виробництво
Зйомки фільму почались на початку липня 2016 року у Торонто та закінчились 7 вересня.